# Municipio de Fairfield (Kansas)
El municipio de Fairfield (en inglés: Fairfield Township) es un municipio ubicado en el condado de Russell en el estado estadounidense de Kansas. En el año 2010 tenía una población de 31 habitantes y una densidad poblacional de 0,3 personas por km².

## Geografía
El municipio de Fairfield se encuentra ubicado en las coordenadas 38°44′51″N 98°45′13″O / 38.74750, -98.75361. Según la Oficina del Censo de los Estados Unidos, el municipio tiene una superficie total de 104.15 km², de la cual 104,12 km² corresponden a tierra firme y (0,03 %) 0,03 km² es agua.

## Demografía
Según el censo de 2010, había 31 personas residiendo en el municipio de Fairfield. La densidad de población era de 0,3 hab./km². De los 31 habitantes, el municipio de Fairfield estaba compuesto por el 100 % blancos. Del total de la población el 0 % eran hispanos o latinos de cualquier raza.